# San Foca (Melendugno)
San Foca (dal greco Ἅγιος Φωκᾶς; Ας Φουκά, traslitterato As Fukà in grico) è una località costiera del Salento con 374 abitanti, parte della marina di Melendugno, in provincia di Lecce.
È situata tra Torre Specchia Ruggeri e Roca Vecchia, sul Mare Adriatico. Il suo porto turistico è uno dei più importanti del litorale compreso fra Brindisi e Otranto. Originariamente un villaggio di pescatori, San Foca sta diventando negli ultimi anni un'importante località di villeggiatura durante il periodo estivo.
La costa nel territorio della marina è a falesia ed è caratterizzata da due insenature sabbiose (a nord e a sud del porto). Nell'insenatura nord sono presenti alcuni scogli con forme caratteristiche. Tra i più famosi: "li brigantini", "lo scoglio del sale", "lo scoglio dell'otto" (perché assomiglia al numero 8, scritto però in orizzontale).
Il tratto di mare Adriatico che bagna la costa di San Foca presenta fondali per lo più sabbiosi e solo a tratti rocciosi. Alcune aree consentono lo sviluppo di una prateria di Posidonia abbastanza ampia, le cui foglie vengono ammassate dal mare lungo le rive in grandi banchi bruni. Sulle rocce a basse profondità regna la Cystoseira e grandi concentrazioni di Ulva e Enteromorpha, alghe che gradiscono acque particolarmente cariche di sali azoto.

## Monumenti e luoghi d'interesse

### Torre di guardia

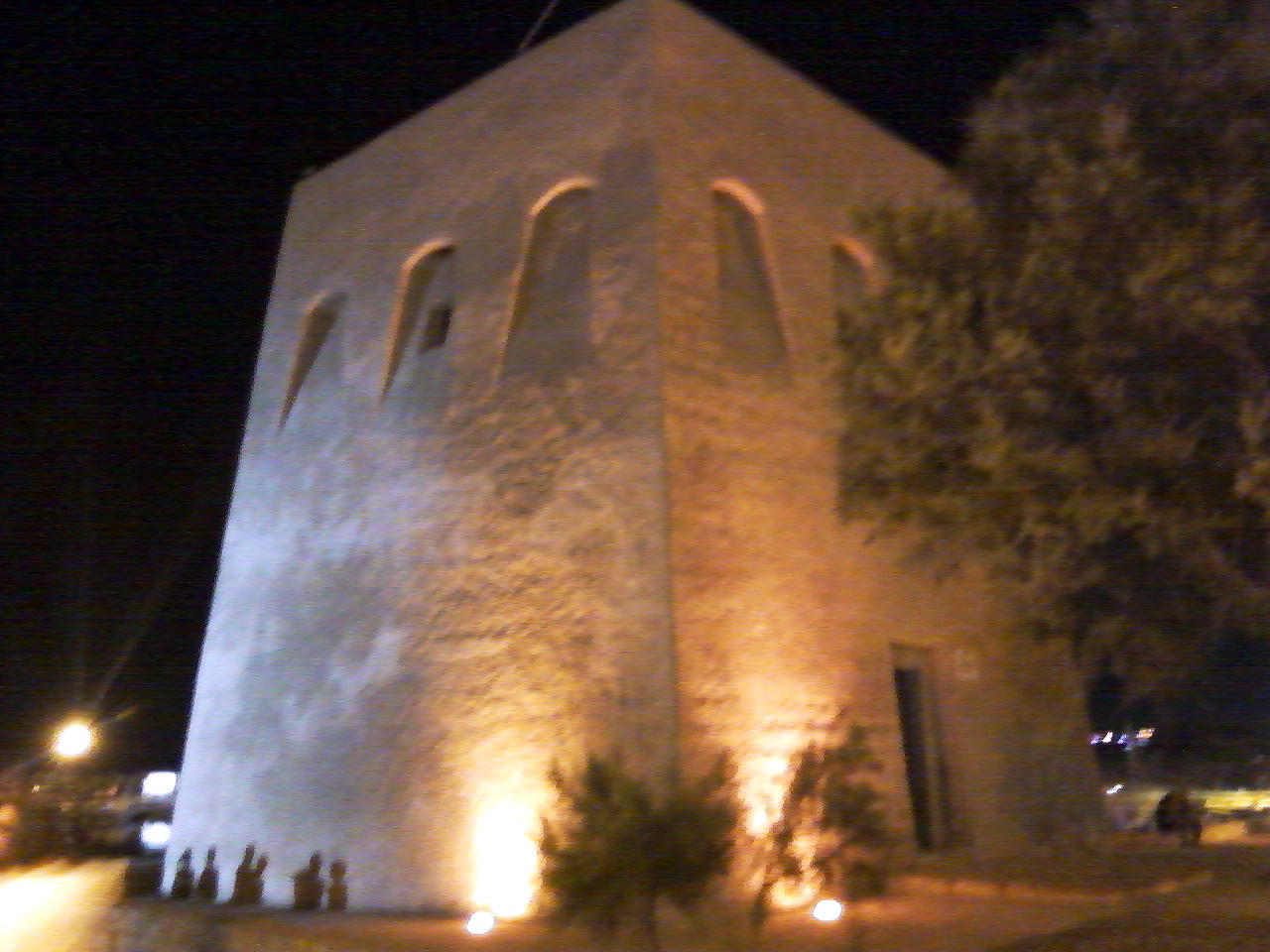
Torre San Foca

La torre di San Foca, conosciuta anche come Torre di San Fucà o di Capo di Sapone fu costruita nel 1568 dal maestro Antonio Saponaro di Lecce, con funzione di avvistamento contro le frequenti invasioni turche. Essa ha una base quadrata e un corpo troncopiramidale, con due vani sovrapposti non divisi da un toro marcapiano. La muratura esterna è del cosiddetto tipo "a scarpa", ovvero con muro inclinato posto alla base della fortificazione con funzione di rinforzo.
Nel 1576 il sindaco di Lecce Gaspare Maremonte donò alla torre un falconetto di 3 libbre, come corredo all'armamento della torre che, come punto d'avvistamento, comunica a nord con Torre Specchia Ruggeri e a sud con Torre Roca Vecchia.
La torre è stata restaurata ed ospita gli uffici della Capitaneria di porto.

## Clima
| SAN FOCA                        | Mesi | Mesi | Mesi | Mesi | Mesi | Mesi | Mesi | Mesi | Mesi | Mesi | Mesi | Mesi | Stagioni | Stagioni | Stagioni | Stagioni | Anno  |
| SAN FOCA                        | Gen  | Feb  | Mar  | Apr  | Mag  | Giu  | Lug  | Ago  | Set  | Ott  | Nov  | Dic  | Inv      | Pri      | Est      | Aut      | Anno  |
| ------------------------------- | ---- | ---- | ---- | ---- | ---- | ---- | ---- | ---- | ---- | ---- | ---- | ---- | -------- | -------- | -------- | -------- | ----- |
| T. max. media (°C)              | 17,8 | 19,2 | 22,8 | 25,4 | 27,2 | 31,2 | 31,5 | 31,7 | 31,2 | 28,7 | 24,6 | 19,3 | 18,8     | 25,1     | 31,5     | 28,2     | 25,9  |
| T. min. media (°C)              | 13,8 | 14,3 | 16,9 | 19,3 | 21,5 | 22,7 | 23,4 | 23,7 | 23,4 | 21,6 | 18,8 | 15,8 | 14,6     | 19,2     | 23,3     | 21,3     | 19,6  |
| T. max. assoluta (°C)           | 27,8 | 30,1 | 32,8 | 34,0 | 33,9 | 35,7 | 45,7 | 45,3 | 45,2 | 45,2 | 36,0 | 31,8 | 31,8     | 34,0     | 45,7     | 45,2     | 45,7  |
| T. min. assoluta (°C)           | 3,1  | 3,6  | 5,9  | 7,8  | 10,3 | 12,2 | 14,6 | 15,0 | 15,2 | 9,2  | 3,9  | 9,7  | 3,1      | 5,9      | 12,2     | 3,9      | 3,1   |
| Giorni di calura (Tmax ≥ 30 °C) | 0    | 0    | 0    | 5    | 13   | 21   | 26   | 27   | 25   | 18   | 2    | 0    | 0        | 18       | 74       | 45       | 137   |
| Precipitazioni (mm)             | 56,2 | 52,1 | 40,2 | 23,4 | 19,8 | 15,3 | 14,2 | 16,0 | 22,5 | 37,2 | 44,3 | 50,0 | 158,3    | 83,4     | 45,5     | 104,0    | 391,2 |
| Giorni di pioggia               | 5    | 4    | 6    | 3    | 4    | 1    | 0    | 1    | 3    | 5    | 4    | 3    | 12       | 13       | 2        | 12       | 39    |
| Giorni di nebbia                | 1    | 0    | 0    | 0    | 0    | 0    | 0    | 0    | 0    | 0    | 0    | 0    | 1        | 0        | 0        | 0        | 1     |
| Umidità relativa media (%)      | 66   | 70   | 71   | 73   | 76   | 80   | 83   | 88   | 79   | 72   | 69   | 66   | 67,3     | 73,3     | 83,7     | 73,3     | 74,4  |